# Alberto Cavalcanti
Alberto de Almeida Cavalcanti (6 de febrer de 1897 - 23 d'agost de 1982) va ser un director de cinema i productor nascut al Brasil. Sovint va ser acreditat amb el nom de "Cavalcanti".

## Primers de la vida
Cavalcanti va néixer a Rio de Janeiro, fill d'un destacat matemàtic. Era un nen precoçment intel·ligent i, als 15 anys, estava estudiant dret a la universitatperò va ser expulsat després d'una discussió amb un professor. El seu pare el va enviar a Ginebra, Suïssa, amb la condició que no estudiés dret ni política. En comptes, Cavalcanti va optar per estudiar arquitectura. Als 18 anys, es va traslladar a París per treballar per a un arquitecte, després va passar a treballar en disseny d'interiors. Després d'una visita al Brasil, va ocupar un lloc al consolat brasiler a Liverpool, Anglaterra.
Cavalcanti va mantenir correspondència amb Marcel L'Herbier, una de les principals figures del moviment cinematogràfic d'avantguarda francès, que va donar lloc a una oferta de feina de L'Herbier perquè Cavalcanti treballés com a escenògraf.

## Carrera cinematogràfica
El 1920, Cavalcanti va deixar la seva feina al consolat i va tornar a França per treballar a L'Herbier. Va dirigir la seva primera pel·lícula el 1926, va participar en la realització de nombroses altres, la més notable va ser L'Inhumaine. Cavalcanti aviat va estar fent les seves pròpies pel·lícules, la primer va ser un documental experimental de 1926 Rien que les heures, que mostra un dia de la vida de París i els seus ciutadans. Després de l'arribada del cinema sonor, va agafar una feina als estudis francesos de Paramount Pictures, però es va trobar fent pel·lícules més comercials, que no van mantenir el seu interès, així que va deixar Paramount el 1933.
L'any següent, Cavalcanti va tornar a Anglaterra per treballar per a la GPO Film Unit, encapçalada per John Grierson. Cavalcanti va passar set anys allà, involucrat en moltes funcions, des de la producció fins a la enginyeria de so, treballant en molts projectes, sobretot: Coal Face (1935), Night Mail (1936), Message to Geneva (1937), Four Barriers (1937), i Spare Time (1939). Encara que gran part del seu treball a la GPO no estava acreditat, va actuar com a mentor de molts nous cineastes. El 1937, va ser nomenat cap interí de la Unitat de Cinema de GPO quan Grierson va marxar al Canadà. Li van dir que l'única manera en què podia esdevenir permanent en el càrrec era que es convertís en ciutadà britànic. Cavalcanti va decidir abandonar la unitat.
El 1940, Cavalcanti es va unir a Ealing Studios, sota el lideratge del productor Michael Balcon. Va treballar com a editor d'art, productor i director, i les seves obres més destacades d'aquest període (moltes d'elles pel·lícules de propaganda) van ser Yellow Caesar (1941), Went the Day Well? (1942), Three Songs of Resistance (1943), Champagne Charlie (1944), Dead of Night (com a co-director) (1945) i Nicholas Nickleby (1947). El 1946 Cavalcanti va deixar Ealing després d'una discussió sobre diners. Va dirigir tres pel·lícules més al Regne Unit, abans de tornar al Brasil el 1950.
Al Brasil, Cavalcanti es va convertir en cap de producció de Companhia Cinematográfica Vera Cruz, tot i que l'empresa finalment es va declarar insolvent. Després de ser posat a la llista negra al Brasil com a comunista, va tornar a Europa, va passar gran part dels anys 60 i 70 treballant com a cineasta itinerant a diversos països, com ara Alemanya de l'Est, França i Israel.
Cavalcanti va morir a París als 85 anys.

## Filmografia

### Com a escenògraf
- 1924 : L'Inhumaine de Marcel L'Herbier
- 1926 : Feu Mathias Pascal de Marcel L'Herbier

### Com a director
- 1926 : Rien que les heures
- 1927 : La P'tite Lili
- 1927 : En rade
- 1927 : Yvette
- 1927 : La Jalousie de Barbouille
- 1928 : Tire-au-flanc
- 1929 : Le Train sans yeux
- 1929 : Le Capitaine Fracasse
- 1929 : Vous verrez la semaine prochaine
- 1930 : Le Petit Chaperon rouge
- 1930 : Toute sa vie
- 1931 : Dans une île perdue
- 1931 : Les Vacances du diable
- 1931 : À mi-chemin du ciel
- 1932 : Le Truc du Brésilien
- 1932 : En lisant le journal
- 1932 : Le Jour du frotteur
- 1932 : Nous ne ferons jamais de cinéma
- 1933 : Le Mari garçon
- 1933 : Plaisirs défendus
- 1933 : Tour de chant
- 1934 : Revue montmartroise
- 1934 : Coralie et Compagnie
- 1934 : Pett and Pott
- 1934 : New Rates
- 1934 : The Glorious Sixth of June
- 1935 : Coal Face (documental, 11 min)
- 1937 : The Line to Tschierva Hut
- 1937 : We Live in Two Worlds
- 1937 : Who Writes to Switzerland
- 1937 : Message from Geneva
- 1937 : Four Barriers
- 1938 : Mony a Pickle
- 1938 : Happy in the Morning: A Film Fantasy
- 1939 : Men of the Alps
- 1939 : Midsummer Day's Work
- 1940 : Young Veteran
- 1940 : La Cause Commune
- 1940 : Mastery of the Sea
- 1941 : Yellow Caesar
- 1942 : Trois chansons pour la France
- 1942 : Alice in Switzerland
- 1942 : Went the Day Well?
- 1942 : Film and Reality
- 1943 : Watertight
- 1943 : The Sky's the Limit
- 1943 : Three Songs about Resistance (primer enregistrament de Le Chant des partisans per Germaine Sablon)
- 1944 : The Halfway House (codirigida amb Basil Dearden)
- 1944 : Champagne Charlie
- 1945 : Dead of Night (dos segments)
- 1947 : Nicholas Nickleby
- 1947 : They Made Me a Fugitive
- 1948 : The First Gentleman
- 1949 : For Them That Trespass
- 1952 : Simão o caolho
- 1953 : O Canto do Mar
- 1954 : Muhler de verdade
- 1955 : Simon le borgne
- 1956 : Herr Puntila und sein Knecht Matti
- 1956 : Supervision
- 1957 : Die Windrose
- 1958 : La prima notte
- 1960 : The Monster of Highgate Ponds
- 1962 : Yerma
- 1967 : Story of Israel
- 1971 : La Visite de la vieille dame (de Friedrich Dürrenmatt), telefilm